# Georg Hering

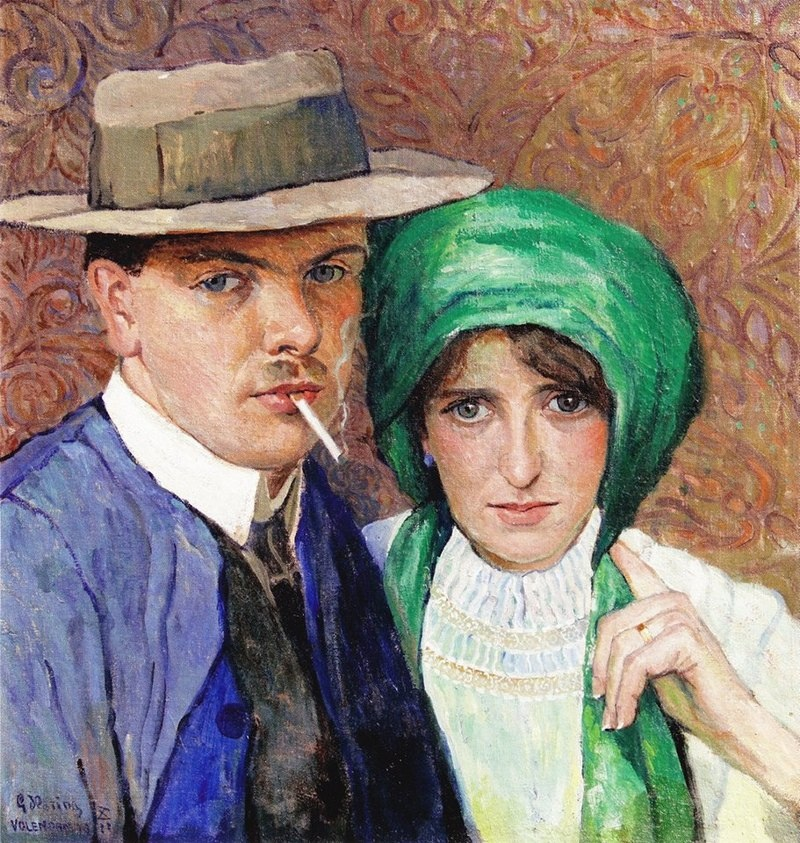
Hering: Verlovingsportret Georg Hering en Pauline Spaander, 1910.

Georg Wilhelmus Richard Hering (Aurich, 4 juni 1884 – Edam, 19 januari 1936) was een Duits kunstschilder. Vanaf 1910 tot aan zijn dood werkte hij in Nederland, de langste tijd in Volendam, waar hij naam maakte als portrettist van de lokale vissersbevolking.

## Leven en werk
Hering studeerde aan de Kunstnijverheidsschool te Hamburg en was een leerling van Lovis Corinth, die hem bekend maakte met het impressionisme. 
In 1910 trok hij naar Volendam. Hij logeerde er aanvankelijk in Hotel Spaander en werd verliefd op Pauline Spaander, de dochter des huizes, met wie hij vervolgens ook trouwde. Later werkte hij ook in Laren en Blaricum. Hij staat vooral bekend als karakteristiek portrettist van de vissersbevolking in Volendam en in mindere mate de boeren in 't Gooi. Ook schilderde hij een aantal dorpsgezichten. Hij werkte in olie, krijt en waterverf, met een losse penseelvoering, waarbij vooral zijn uitgesproken kleurgebruik opvalt.
De naam ven Hering is ook verbonden met een zaak die de Volendamse gemeenschap in 1921 hevig shockeerde: nadat zijn eerste vrouw Pauline in 1918 overleed hertrouwde Hering met een Zuid-Amerikaanse, Elisabeth Antonia Lasalle, die in januari van dat jaar het vijfjarig dochtertje dat hij van Pauline had, Doortje, moedwillig om het leven bracht. Ze werd veroordeeld en benam zich in gevangenschap het leven. Hering hertrouwde nog een keer en overleed in 1936 te Edam op 51-jarige leeftijd. Diverse van zijn werken zijn nog te zien in Hotel Spaander.

## Volendamse werken

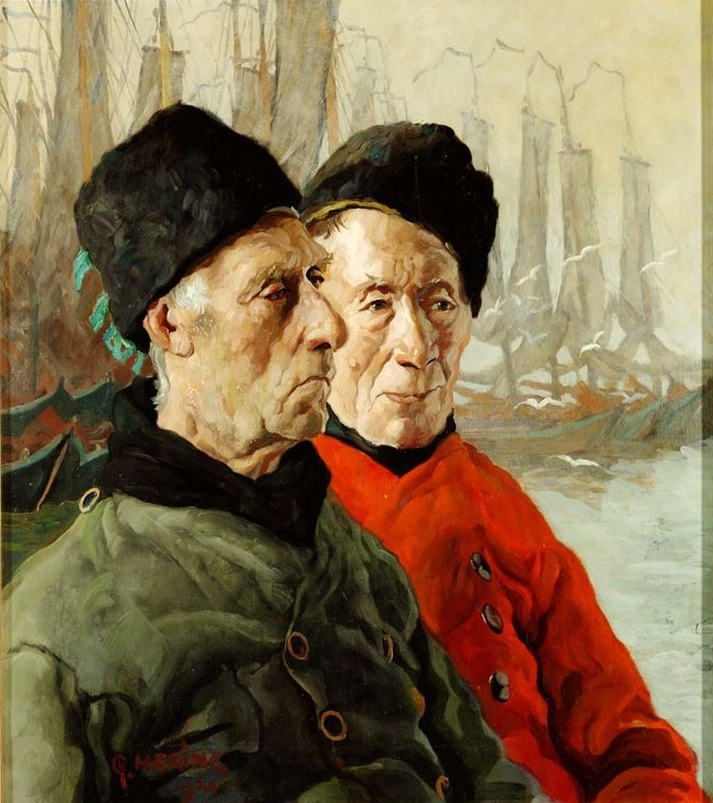
Twee Volendamse vissers (Pinkhof en grote Frerik)
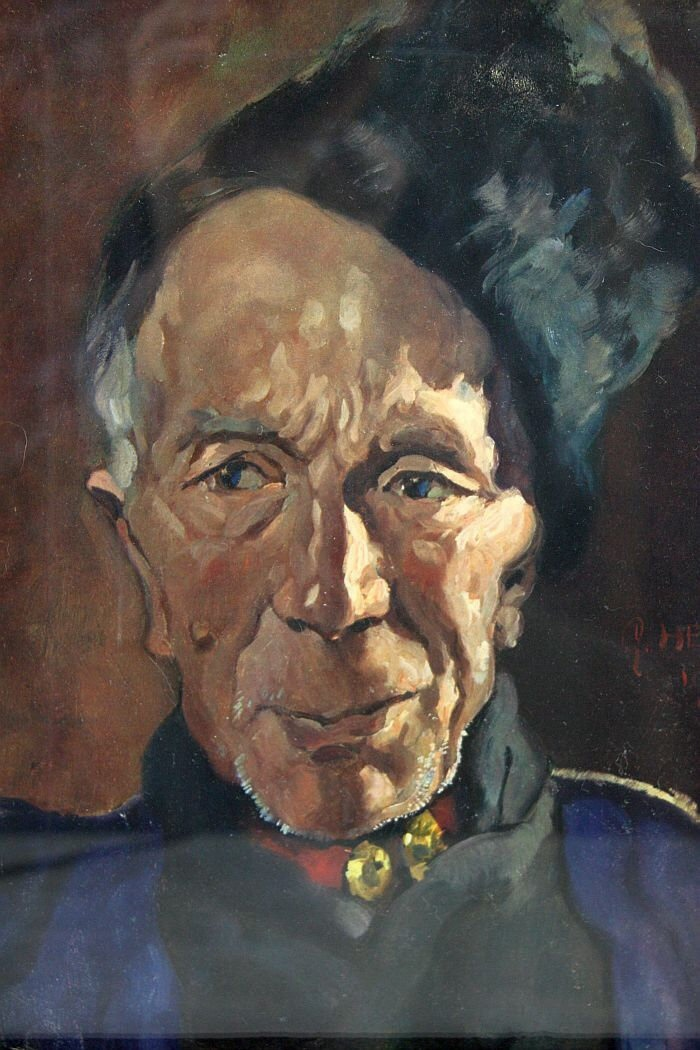
Volendammer
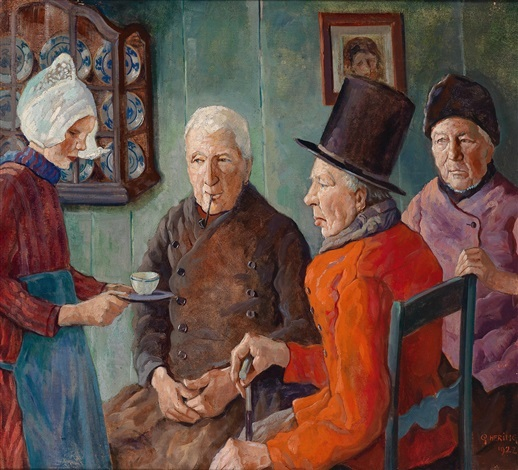
Het bezoek
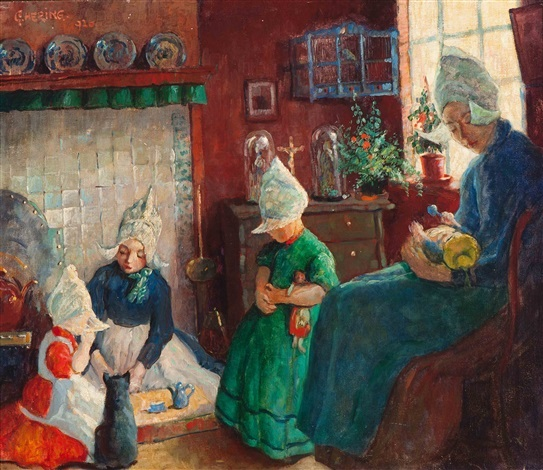
Kinderkamer
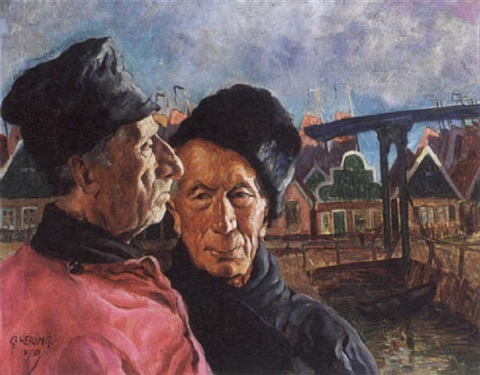
Vissers in de haven van Volendam
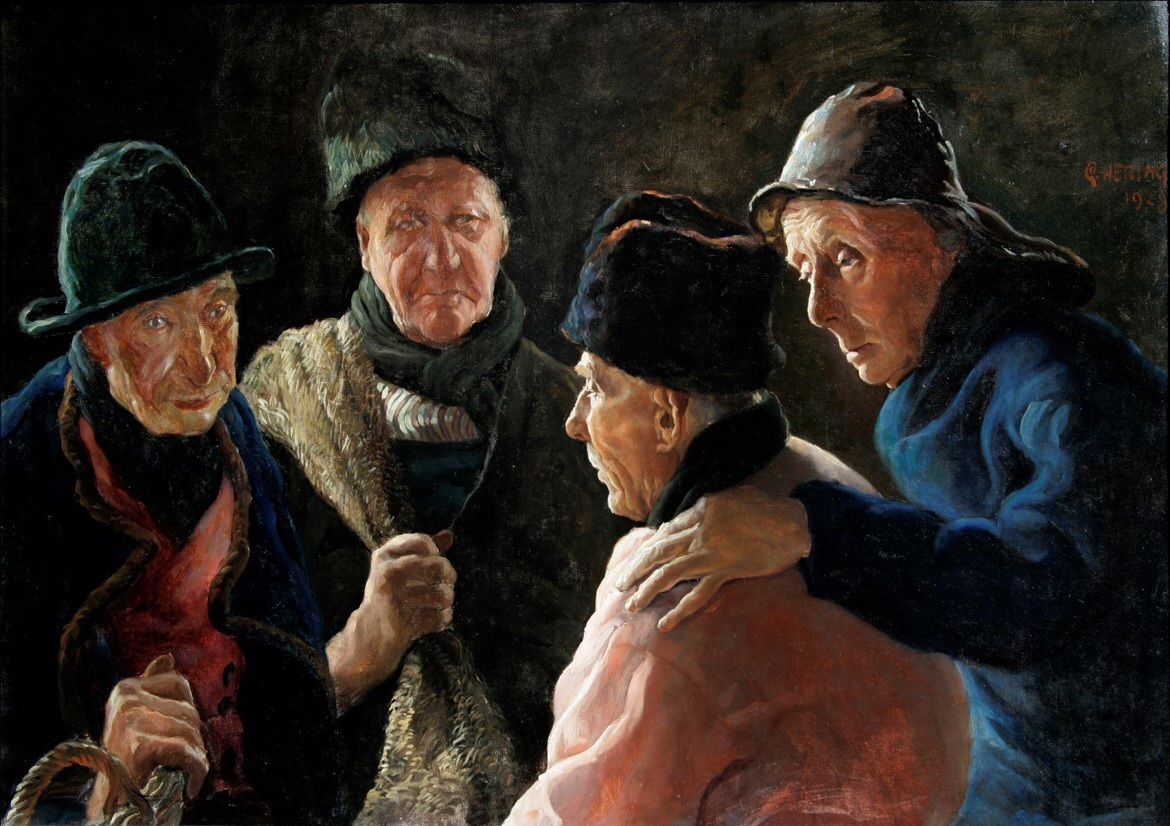
Oude vissers